# Bürs
Bürs je město v Rakousku v spolkové zemí Vorarlbersko v okrese Bludenz. Žije zde přibližně 3 300 obyvatel.